# Tom Martin (skateboard)
Pour les articles homonymes, voir Tom Martin (homonymie).
Tom Martin est un skateur français spécialiste du park (bowl), né le 28 juillet 2008 à Marseille. Il a été sacré champion de France en 2021, à l'âge de 12 ans et demi. En 2022 il conserve son titre de Champion de France, à domicile, au légendaire bowl de Marseille.

## Biographie
Fils de Benoît Martin, fondateur d'un skate shop marseillais, Tom Martin découvre très jeune le skate sur le célèbre bowl du Prado.
En 2019, Tom Martin termine deuxième du championnat de France des moins de seize ans.
En mai 2021, il remporte à la surprise générale le titre de champion de France du park toute catégorie (bowl) à Chelles. Tom Martin devance Jean Pantaleo et Thomas Belot, en l'absence du favori Vincent Matheron.
Cette victoire permet à Tom Martin de se hisser provisoirement à la 64e place du classement mondial.  
En juin 2022, il remporte pour la deuxième année consécutive le titre de champion de France, chez lui à Marseille, sur le bowl du Prado. Le podium est 100% marseillais, puisque Tom Martin devance Jean Pantaleo et Vincent Matheron.   